# Kanton Vonnas
Der Kanton Vonnas ist ein französischer Kanton im Département Ain in der Region Auvergne-Rhône-Alpes. Er umfasst 19 Gemeinden im Arrondissement Bourg-en-Bresse.  Bei der landesweiten Neuordnung der französischen Kantone wurde er 2015 neu geschaffen.

## Gemeinden
Der Kanton besteht aus 19 Gemeinden mit insgesamt 24.989 Einwohnern (Stand: 1. Januar 2022) auf einer Gesamtfläche von 212,49 km²:
| Gemeinde                | Einwohner 1. Januar 2022 | Fläche km² | Dichte Einw./km² | Code INSEE | Postleitzahl |
| ----------------------- | ------------------------ | ---------- | ---------------- | ---------- | ------------ |
| Bey                     | 290                      | 2,77       | 105              | 01042      | 01290        |
| Biziat                  | 897                      | 11,39      | 79               | 01046      | 01290        |
| Chanoz-Châtenay         | 943                      | 13,42      | 70               | 01084      | 01400        |
| Chaveyriat              | 1.057                    | 16,87      | 63               | 01096      | 01660        |
| Cormoranche-sur-Saône   | 1.165                    | 9,85       | 118              | 01123      | 01290        |
| Crottet                 | 1.844                    | 12,12      | 152              | 01134      | 01620        |
| Cruzilles-lès-Mépillat  | 951                      | 11,84      | 80               | 01136      | 01290        |
| Grièges                 | 1.909                    | 14,87      | 128              | 01179      | 01290        |
| Laiz                    | 1.292                    | 10,31      | 125              | 01203      | 01290        |
| Mézériat                | 2.179                    | 19,17      | 114              | 01246      | 01660        |
| Perrex                  | 861                      | 11,07      | 78               | 01291      | 01540        |
| Pont-de-Veyle           | 1.600                    | 1,94       | 825              | 01306      | 01290        |
| Saint-André-d’Huiriat   | 671                      | 9,00       | 75               | 01334      | 01290        |
| Saint-Cyr-sur-Menthon   | 1.867                    | 16,93      | 110              | 01343      | 01380        |
| Saint-Genis-sur-Menthon | 488                      | 11,55      | 42               | 01355      | 01380        |
| Saint-Jean-sur-Veyle    | 1.154                    | 11,21      | 103              | 01365      | 01290        |
| Saint-Julien-sur-Veyle  | 853                      | 9,84       | 87               | 01368      | 01540        |
| Saint-Laurent-sur-Saône | 1.735                    | 0,53       | 3.274            | 01370      | 01620        |
| Vonnas                  | 3.233                    | 17,81      | 182              | 01457      | 01540        |
| Kanton Vonnas           | 24.989                   | 212,49     | 118              | 0123       | –            |

## Politik
| Vertreter im Départementsrat | Vertreter im Départementsrat      | Vertreter im Départementsrat |
| Amtszeit                     | Namen                             | Partei                       |
| ---------------------------- | --------------------------------- | ---------------------------- |
| 2015–                        | Christophe Greffet Mireille Louis | UG                           |